# Korona Kielce
Korona Spółka Akcyjna er en polsk fodboldklub.
Grundlagt i 1973, har klubben sin base i Kielce (hovedstaden i voivodskabet świętokrzyskie) og spiller på Stadion Miejski.

## Førsteholdstruppen

### Nuværende spillertrup 2016/17
- Nuværende spillertrup 2016 (90minut.pl)

## Kendte spillere
- Paweł Golański
- Artur Jędrzejczyk
- Arkadiusz Kaliszan
- Olivier Kapo
- Jacek Kiełb
- Wojciech Kowalewski
- Marcin Kuś
- Andrzej Niedzielan
- Grzegorz Piechna
- Andrius Skerla
- Piotr Świerczewski
- Łukasz Załuska